# Virola dixonii
Virola dixonii är en tvåhjärtbladig växtart som beskrevs av Elbert Luther Little. Virola dixonii ingår i släktet Virola och familjen Myristicaceae. Inga underarter finns listade i Catalogue of Life.